# Amna Suleiman
Amna Suleiman é uma professora de Jabalia, campo de refugiados palestinos.
Amna faz parte de um grupo de mulheres ciclistas que ficou conhecido por pedalar pela Via Salahuddin, principal rodovia da Faixa de Gaza. O grupo começou a se reunir em dezembro de 2015, mesmo sob as restrições do governo do Hamas à pratica de esportes pelas mulheres. Em 2013, a terceira Maratona Internacional de Gaza chegou a ser cancelada após o governo proibir a participação feminina. Segundo a Agência da ONU para os Refugiados Palestinos (UNRWA) dos 807 participantes inscritos, quase metade (385) eram mulheres.
Em dezembro de 2016, Amna foi eleita uma das 100 mulheres mais influentes do mundo pela BBC.